# Erik Møller
Svend Erik Møller (7. listopadu 1909 Aarhus – 24. března 2002) byl dánský architekt, který velmi často spolupracoval se slavným architektem a designérem Arne Jacobsenem. Jejich nejoceňovanějším společným projektem je Aarhuská radnice z roku 1937, která byla v roce 2006 zařazena do tzv. Dánského kulturního kánonu.

## Život a kariéra

### Aarhuská radnice
Arne Jacobsen a Erik Møller připravili svůj projekt na novou radnici ve městě Aarhus v roce 1937, interiéry a nábytek navrhl dánský designér Hans Wegner. Proti stavbě nové radnice však byl poměrně dlouho značný odpor a až obsáhlý článek jiného významného architekta Povla Stegmanna (spoluautora vítězného návrhu na Aarhuskou univerzitu z roku 1931) významně přispěl k jeho překonání. Radnice byla slavnostně otevřena 2. června 1941 a postupně si její originální řešení získávalo stále větší ohlas.
Nakonec, pro své architektonické hodnoty a zachování interiéru s originálním designem téměř v původním stavu byla radnice nejprve od roku 1994 památkově chráněna a v roce 2006 vybrána mezi dvanáct nejvýznamnějších architektonických a krajinářských děl dánského kulturního dědictví a zapsána na seznam tzv. Dánského kulturního kánonu. Protože do něho byla zařazena i již zmíněná Aarhuská univerzita, je město Aarhus jediné místo kromě Kodaně, které má více položek v tomto exkluzivním seznamu.

### Jiné realizace
Přibližně ve stejné době jako Aarhuská radnice byla podle jejich společného návrhu postavena také radnici v Søllerød, na severním předměstí Kodaně. V letech 1955 až 1956 byla podle jejich projektu postavena další radnice ve městě Rødovre. Jednalo se o první stavbu v Dánsku, kde vnější plášť budovy neměl nosnou funkci a mohl proto na něj být použit lehký materiál.
Erik Møller jednou popsal Jacobsenův projekt hotelu SAS Royal jako „skleněnou krabici na doutníky“ a tato jeho charakteristika byla později často používána.

## Fotogalerie

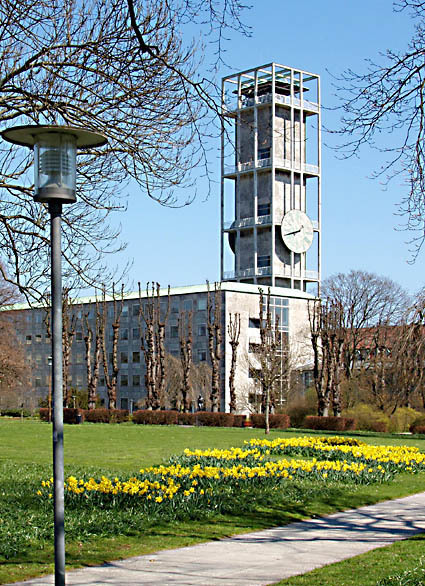
Aarhuská radnice
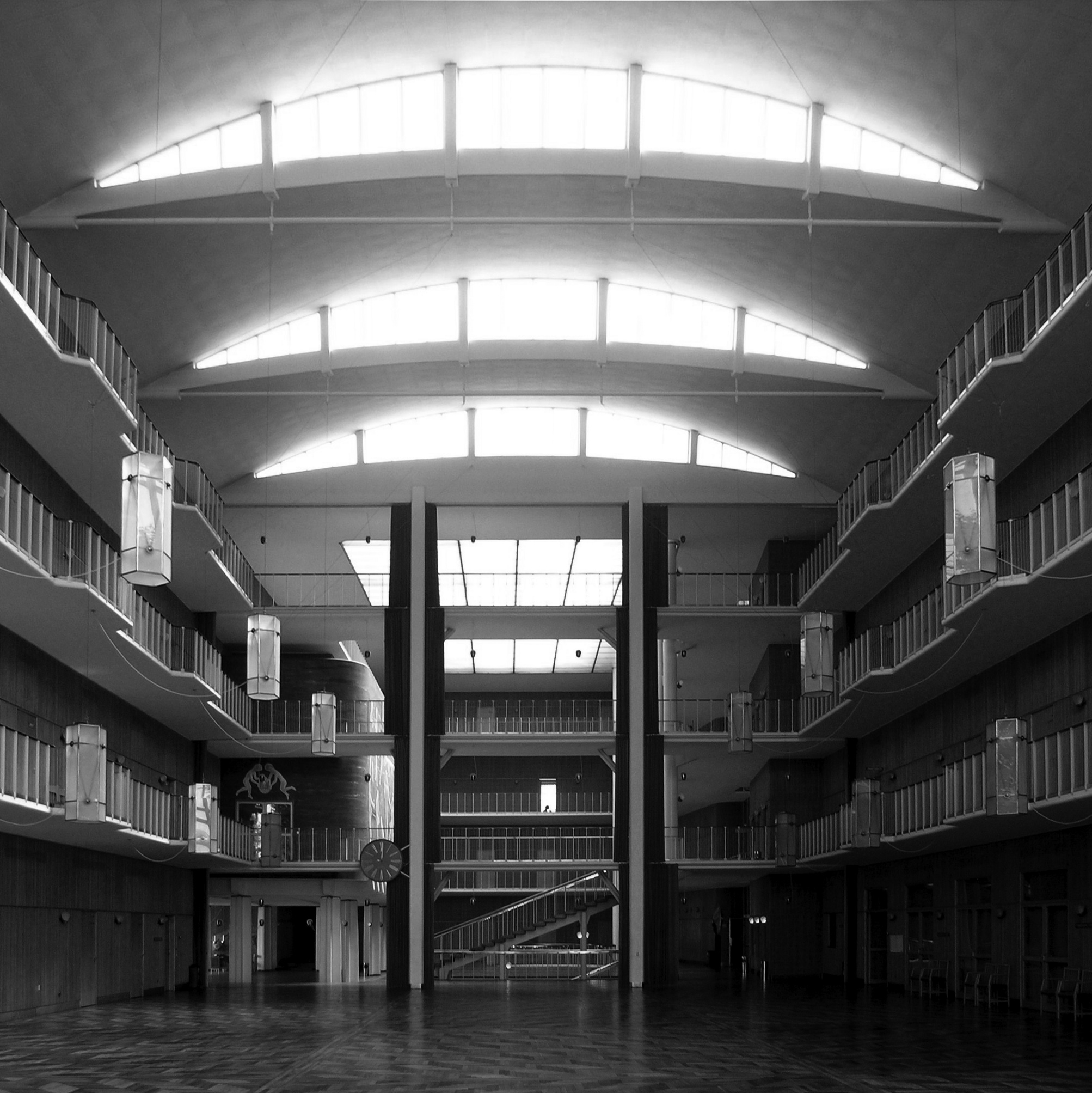
Interiér radnice
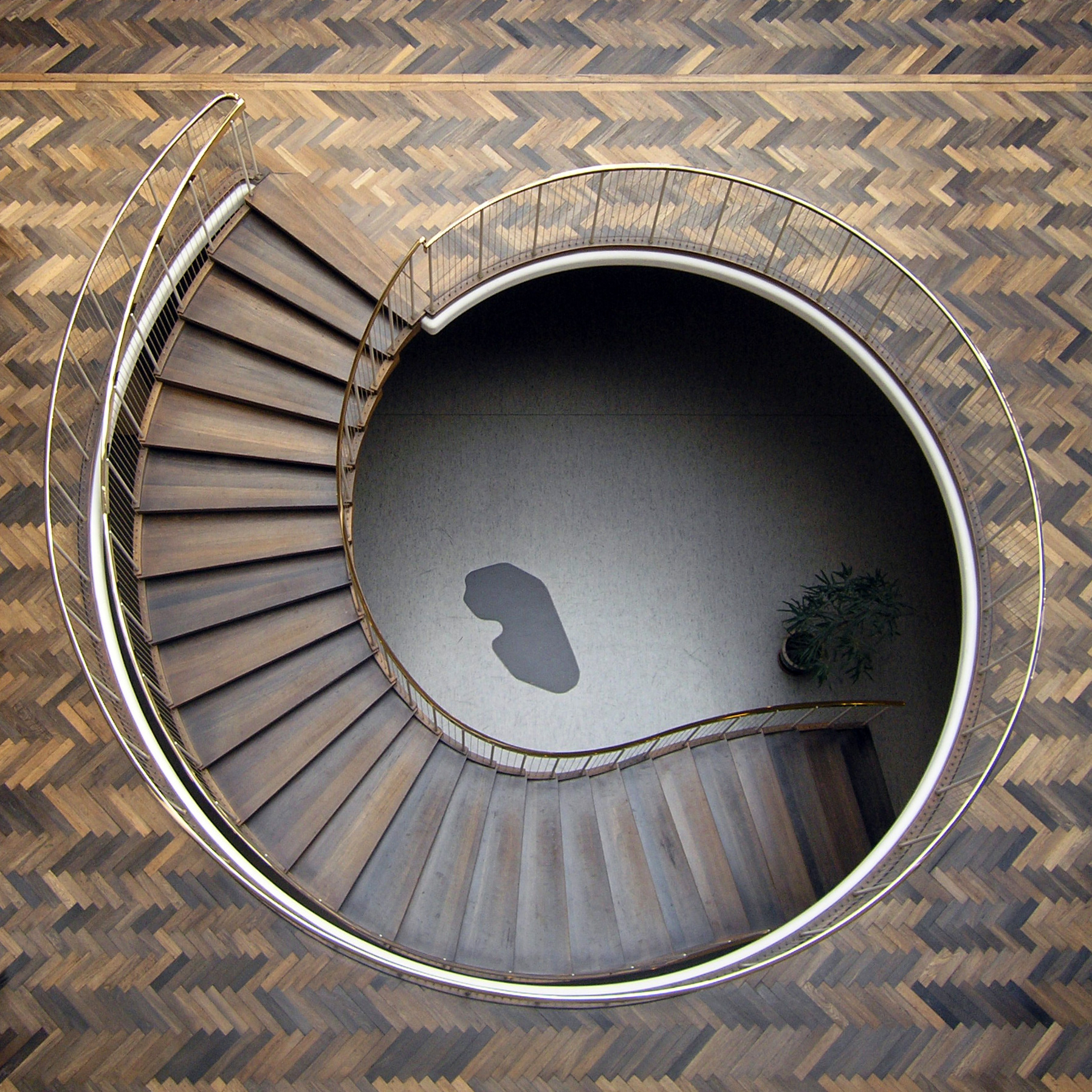
Schodiště
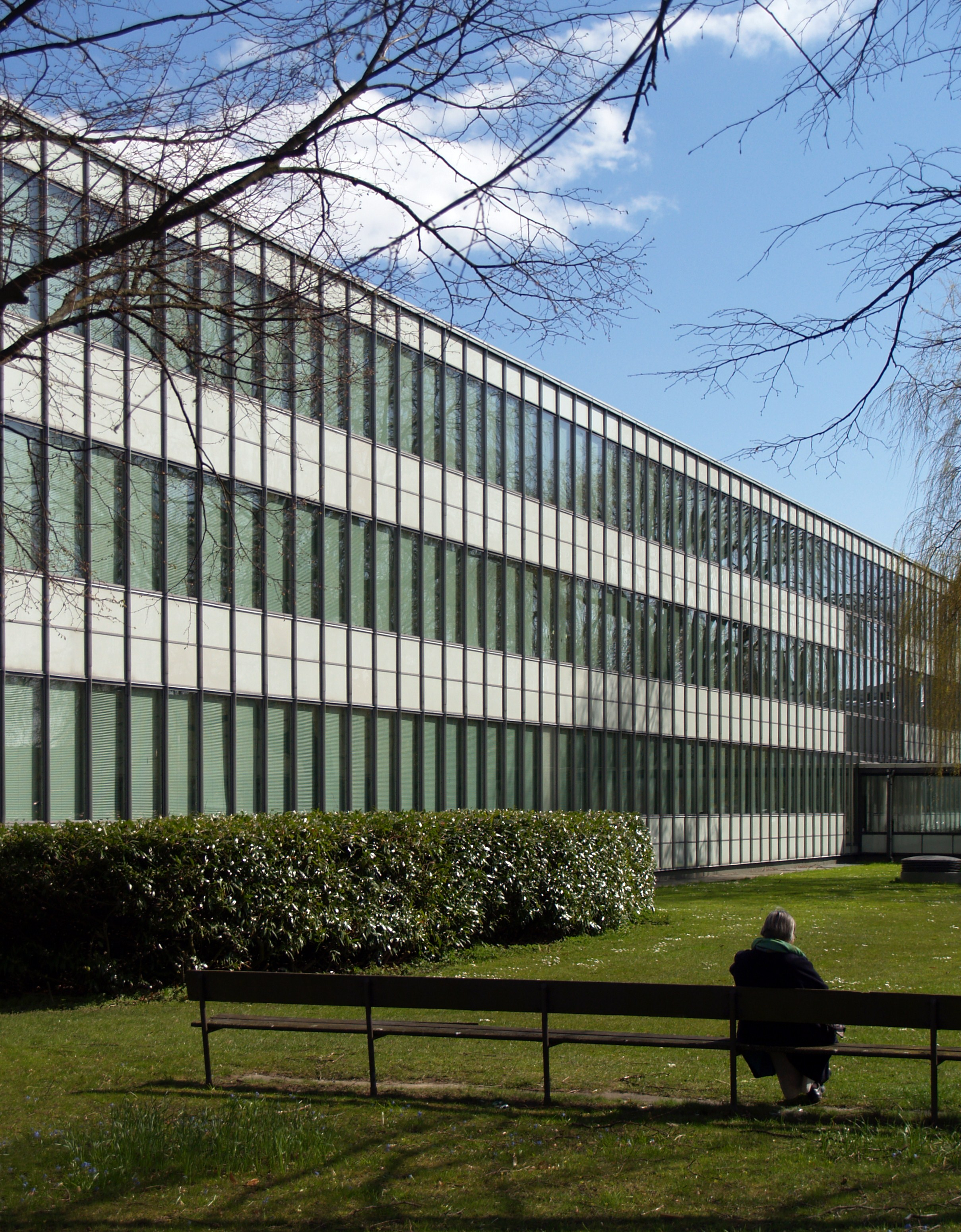
Vnější pláště radnice v Rødovre nemá nosnou funkci